# Euploea dentiplaga
Euploea dentiplaga је инсект из реда лептира (лат. Lepidoptera) и породице шаренаца (лат. Nymphalidae).

## Распрострањење
Ареал врсте је ограничен на једну државу. Индонезија је једино познато природно станиште врсте.

## Угроженост
Ова врста није угрожена, и наведена је као последња брига јер има широко распрострањење.